# Gott Gott Elektron
Gott Gott Elektron è il quarto singolo del duo musicale italiano Chrisma, pubblicato nel 1979 come primo estratto dal loro secondo album Hibernation.

## Descrizione
Il singolo, prodotto e arrangiato da Niko Pathanassiou (fratello di Vangelis), è stato pubblicato nel 1979 dalla casa discografica Polydor Records in formato 7" con brani scritti da Julie Scott e Maurizio Arcieri e provenienti entrambi dall'album Hibernation, pubblicato nello stesso anno. Del disco ne sono state prodotte due edizioni, entrambe destinate al mercato italiano: la stampa commerciale ufficiale, contenente sul lato B il brano Vetra Platz, e un'edizione promo, contenente la title track Gott Gott Elektron su entrambi i lati del disco.

## Tracce
7" Italia
1. Gott Gott Elektron – 4:06 (Julie Scott, Maurizio Arcieri)
2. Vetra Platz – 3:06 (Julie Scott, Maurizio Arcieri)

Durata totale: 7:12
7" promo Italia
1. Gott Gott Elektron (Julie Scott, Maurizio Arcieri)
2. Gott Gott Elektron (Julie Scott, Maurizio Arcieri)

## Crediti
- Christina Moser - voce
- Maurizio Arcieri - voce
- Niko Pathanassioue - produzione discografica, arrangiamenti